# 海貂
海貂（学名Neovison macrodon），也叫海鼬，以魚貝類為主食，可潛入六公尺深的海裡半小時左右。西元1697年有很多海貂，可是，因為被人獵殺的因素，大量取得貂皮，使海貂大量減少，加拿大已經看不到海貂，新英格蘭也看不到海貂，北美洲的海貂已經徹底滅絕。